# Trinidad e Tobago ai XVIII Giochi olimpici invernali
Trinidad e Tobago partecipò ai XVIII Giochi olimpici invernali, svoltisi a Nagano, Giappone, dal 7 al 22 febbraio 1998, con una delegazione di 2 atleti impegnati in una disciplina.
Portabandiera alla cerimonia di apertura fu Curtis Harry.

## Delegazione
La delegazione trinidadiana alle olimpiadi invernali di Nagano era composta da 2 atleti che gareggiarono in uno sport.
| Sport | Uomini | Donne | Totale |
| ----- | ------ | ----- | ------ |
| Bob   | 2      | 0     | 2      |

## Bob

### Uomini
| Atleta                   | Evento             | 1ª manche | 1ª manche | 2ª manche | 2ª manche | 3ª manche | 3ª manche | 4ª manche | 4ª manche | Totale  | Totale |
| Atleta                   | Evento             | Tempo     | Pos.      | Tempo     | Pos.      | Tempo     | Pos.      | Tempo     | Pos.      | Tempo   | Pos.   |
| ------------------------ | ------------------ | --------- | --------- | --------- | --------- | --------- | --------- | --------- | --------- | ------- | ------ |
| Gregory Sun Curtis Harry | Bob a due maschile | 56.74     | 32        | 56.78     | 32        | 56.73     | 35        | 56.40     | 32        | 3:46.65 | 32     |